# العلاقات الأردنية اليونانية
العلاقات اليونانية الأردنية هي العلاقات الخارجية التي تربط بين اليونان والأردن.

## العلاقات الدبلوماسية
ابدأت العلاقات الدبلوماسية بين المملكة الأردنية واليونان عام 1947 وتطورت تلك العلاقات الي ان افتتحت اليونان سفارتها في عمان عام 1966 ، في حين أن الأردن افتتحت سفارتها في أثينا عام 1976 وقنصلية فخرية في سالونيك. كما ان البلدين عضوان في الاتحاد من أجل المتوسط.